# 福岡県道554号須崎天神線

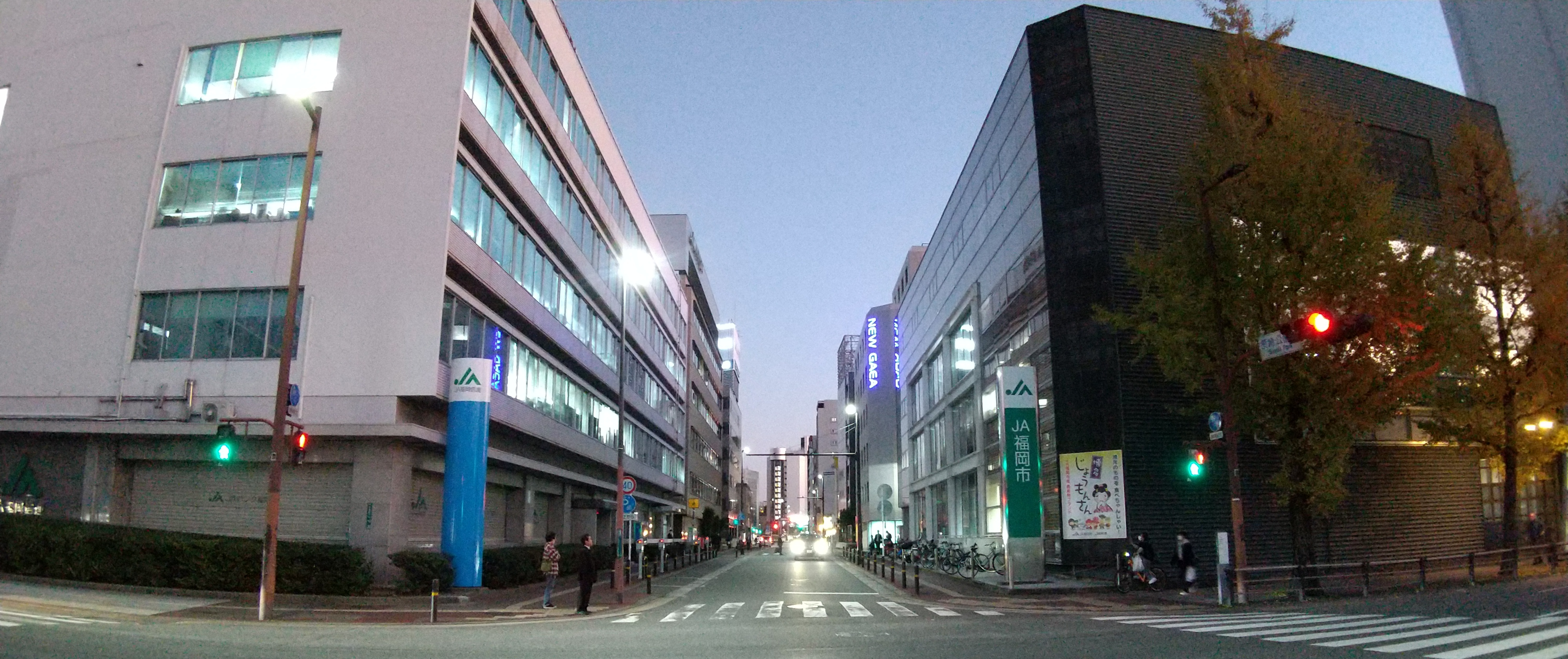
須崎公園前交差点の南側

福岡県道554号須崎天神線（ふくおかけんどう554ごう すさきてんじんせん）は、福岡県福岡市中央区天神を通る一般県道である。

## 解説
天神五丁目から同一丁目に至る。福岡市随一の繁華街、天神を縦断する県道であり、北天神地区の路地裏を縦走する。
市民会館前交差点を起点に南東に進み、須崎公園の横を通り福岡県道602号後野福岡線との交差点でいったん右折しわずかな重複区間を南西に進んだあと、すぐに左折し再び南東に進む。弁天橋交差点を過ぎると那珂川の左岸沿いに進み、昭和通りを横切る。福岡市赤煉瓦文化館を右手に見つつ南下し、明治通りと交差するアクロス福岡前交差点が終点となる。道幅は比較的狭いが交通量が多い。

### 路線データ
- 起点：福岡市中央区天神五丁目（市民会館前交差点、福岡市道千鳥橋唐人町線交点）
- 終点：福岡市中央区天神一丁目（アクロス福岡前交差点、福岡市道千代今宿線交点）
- 総延長：812.32 m[1]

## 路線状況

### 重複区間
- 福岡県道602号後野福岡線（福岡市中央区天神五丁目）

## 地理

### 通過する自治体
- 福岡市中央区

### 交差する道路
| 交差道路                             | 交差場所   | 交差場所                    |
| ------------------------------------ | ---------- | --------------------------- |
| 福岡市道千鳥橋唐人町線 / 那の津通り  | 天神五丁目 | 市民会館前交差点 / 起点     |
| 福岡県道602号後野福岡線 重複区間起点 | 天神五丁目 |                             |
| 福岡県道602号後野福岡線 重複区間終点 | 天神五丁目 | 須崎公園前交差点            |
| 福岡市道博多姪浜線 / 昭和通り        | 天神一丁目 |                             |
| 福岡市道千代今宿線 / 明治通り        | 天神一丁目 | アクロス福岡前交差点 / 終点 |

### 沿線
- 福岡競艇場
- 福岡市民ホール
- 須崎公園
- 福岡県立美術館
- JA福岡県会館
- 福岡税務署
- 福岡ガーデンパレス
- 住宅金融支援機構
- 福岡市赤煉瓦文化館
- アクロス福岡